# Личка капа
Личка капа је саставни и најбитнији дио личке народне ношње. Национални је симбол и обиљежје српског народа Лике.

## Настанак данашње личке капе
Данашњи облик личке капе датира с краја 19. и почетком 20. вијека. Укидањем Војне крајине 1873. године од стране Беча, изазвало је огроман револт и разљутила је Личане — Крајишнике и истовремено пробудила у њима сјећање на Косово и косовски мит. Увријеђени и понижени понашањем бечког царског двора, Личани — Граничари, крајем 19. вијека мијењају стару личку капу са новом — данашњом, на начин да нова представља косовску голготу и вишевјековну патњу српског народа под Турцима.

## Називи капе
Личка капа се зове још и кићанка, због свилених реса или кита, које имају украсну функцију. Осим назива кићанка често се зове и црвена капа односно црвенкапа, а све због изразито црвене боје у свом горњем дијелу крова, а негдје се зове још и лапачка.
Личку капу носе и становници Босанске Крајине, Далматинци из Книнске и Цетинске Крајине, као и Равних Котара, са Тромеђе и из неких других мјеста и крајева Буковице, гдје се потпуно удомаћила и носила.
Извјесне сличности са личком капом имају црногорске, херцеговачке и у неким крајевима Далмације динарског простора (Сињска Крајина, на појединим јадранским острвима). Личка капа нема никаквих обиљежја на себи. Разлика између личке капе и далматинске је у дужини реса, далматинска има мање ресе и ишарани црни обод другим бојама, док црногорска нема реса и има Његошев грб на тјемену.

## Дијелови личке капе
Личка капа се састоји из три дијела:
- горњи дио
- обод
- ресе или ките

Сваки детаљ (дио) на новој то јест на данашњој личкој капи симболизује нешто са Косова. Први дио личке капе, црвена боја чоје односно скерлета, од које је израђен горњи дио, који се зове кров личке капе, симболизује проливену крв на Косову.
Други дио личке капе, који се зове обод, црне је боје (црни густи вез), па тако црни обод симболизује вјечиту жалост за изгинулим косовским јунацима.
Трећи дио личке капе су ресе или ките, које су црне боје, има их девет и симболизују плетеницу мајке Југовића, коју исплете за својих девет Југовића, а који часно падоше на Косову уз многе друге косовске јунаке.

## Врсте личких капа
Личани су по доласку на просторе Лике носили четири врсте (типа) личких капа, а то су:
- Прастара личка капа, носили су је прастановници Лике, била је од метала (метални шљем) односно у комбинацији метала са постављеним сукном.
- Старинска личка капа (стара, права изворна, шиљаста) са шиљастим поклопцем и украсном орнаментиком, ношена до 19. вијека.
- Личка капа — ракчин (као што је носио Вук Караџић), настала под турским утицајем у току 19. вијека, сачињена од мекане црвене тканине — чоје, издуженог (високог) обода, а на самом врху одужег обода имала је црну свилену киту (у самом зачетку била је без ките).
- Данашња личка капа (нова, савремена, округла, црвена, кићанка, лапачка), која се носи с краја 19. односно с почетка 20. вијека, па све до данас, а резултат је спајања два историјска догађаја раније и новије историје српског народа — Косовског боја и укидања Војне крајине.